# صفيحة فيكتوريا الصغيرة

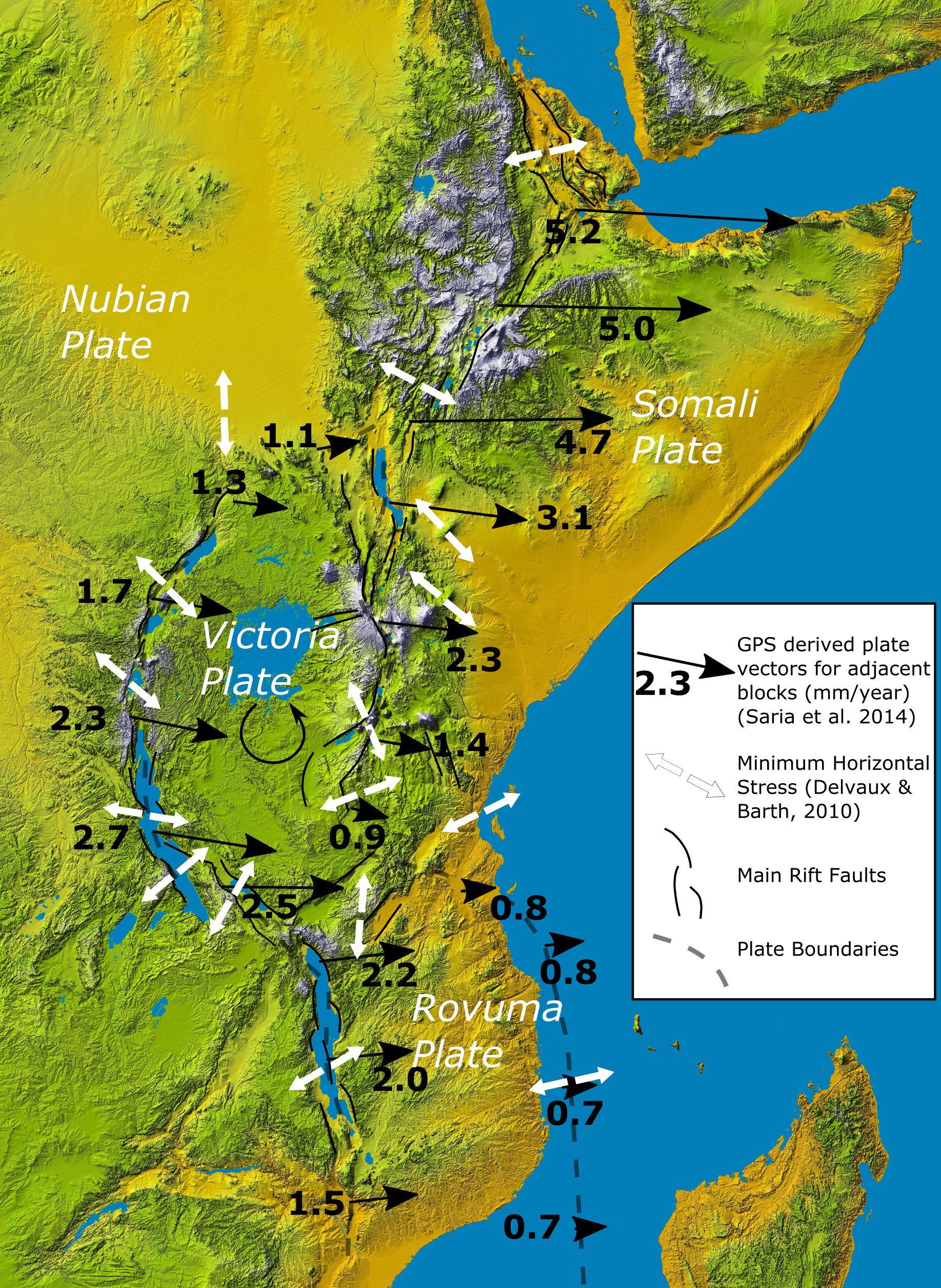
تُظهر صفيحة فيكتوريا علاقتها بالصفائح النوبية والصومالية وروفوما المجاورة

صفيحة فيكتوريا الصغيرة أو صفيحة فيكتوريا هي صفيحة تكتونية صغيرة في شرق إفريقيا. تحدها من جميع الجوانب أجزاء من نظام صدع شرق إفريقيا النشط. وهي تدور حاليًا عكس اتجاه عقارب الساعة. حدودها قريبة من تلك الموجودة في كراتون تنزانيا [الإنجليزية] من الدهر السحيق بشكل رئيسي ، مع انتشار ذراعي نظام الصدع على طول أحزمة القص من دهر الطلائع المحيطة. إلى الشمال الغربي والغرب والجنوب الغربي لها حدود مع الصفيحة النوبية ومن الشمال الشرقي والشرق مع الصفيحة الصومالية وإلى الجنوب الشرقي مع صفيحة روفوما [الإنجليزية].

## الحركة
تتحرك صفيحة فيكتوريا الصغيرة في دوران عكس اتجاه عقارب الساعة بالنسبة لصفيحة الإفريقية، أي عكس الصفائح الصغيرة الأخرى، مثل روفوما، الواقعة إلى الجنوب، حيث اقترحت الفرضيات السابقة أن هذا الدوران مدفوع بتفاعل عمود الوشاح مع الصفيحة التكتونية الصغيرة ونظام الصدع.